# جنبش‌های نوپدید دینی
جنبش‌های نوپدید دینی (به انگلیسی: New religious movement) (NRM) گروهی دینی یا معنوی است که در دوران مدرن شکل گرفته‌است. این جنبش‌ها در محدوده فرهنگ دینی غالبی که در آن به وجود آمده‌اند جایگاهی جانبی پیدا می‌کنند. این جنبش‌ها ممکن است مبنایی نوآورانه داشته باشند یا بخشی از دینی فراگیرتر باشند، اما در هر حال مرزبندی روشنی از مذاهب موجود دارند. محققینی که موضوعات مرتبط با جامعه‌شناسی دین را دنبال می‌کنند ترجیح می‌دهند که عبارت «جنبش نوپدید دینی» را به عنوان جایگزینی بی‌طرفانه برای لغت «فرقه» استفاده کنند، چرا که لغت فرقه توهین‌آمیز محسوب می‌شود. تلاش محققان برای رسیدن به تعاریفی که مرزهای بین جنبش نوپدید دینی را تعیین می‌کند، ادامه دارد. عبارت «عرفان‌های نوظهور» تعبیری از عبارت «جنبش‌های نوپدید دینی» است که در برخی رسانه‌های داخل ایران مورد استفاده قرار می‌گیرد.
یک جنبش نوپدید دینی ممکن است بخشی از طیف گسترده‌ای از جنبش‌ها باشد که بین دو گروه عمده قرار می‌گیرند. در یک طرف آن دسته از گروه‌ها قرار می‌گیرند که وابستگی سستی با جریان‌های غالب دینی موجود دارند و نگرشی مبدعانه نسبت به معناگرایی یا دین دارند. در سوی دیگر گروه‌های اجتماعی قرار دارند که خواهان انطباق‌پذیری گروهی و هویت اجتماعی هستند که وابستگان به گروه از عرف اجتماع مجزا می‌کند. دربارهٔ گذاشتن نام جنبش‌های نوپدید دینی بر روی گروه‌هایی که مصداق این عنوان محسوب می‌شوند اتفاق نظر جهانی وجود ندارد.
محققین تخمین زده‌اند که ده‌ها هزار جنبش نوپدید دینی در جهان وجود دارد که اغلب آن‌ها در آسیا و آفریقا فعالند. اغلب این گروه‌ها تعداد معدودی عضو دارند، برخی در حد چند هزار عضو و فقط چند تایی از این گروه‌ها بیش از یک میلیون عضو دارند.

## تعاریف
هرچند معیاری واحد یا مجموعه‌ای از معیارها برای قرار دادن یک گروه در طبقه‌بندی جنبش‌های نوپدید دینی وجود ندارد، استفاده از این اصطلاح نیازمند آن است که گروه مورد نظر اولاً اخیراً بنیان‌گذاری شده باشد و ثانیاً با ادیان موجود متفاوت باشد.
برخی از محققین نیز نسبت به این که چه چیزی تفاوت نسبت به ادیان موجود محسوب می‌شود رویکرد سخت گیرانه‌تری دارند. از نظر اینان تفاوت بر آن اعتقاداتی گفته می‌شود که هرچند ممکن است به عنوان بخشی از یک دین موجود به نظر بیاید اما از طرف دین رد می‌شود به این دلیل که از نظر اعتقادی مشابه نیست یا آن که خود را مجزای از دین موجود می‌داند، یا حتی خود را تنها دین برحق می‌داند. سایر محققان حوزه تفاوت‌ها را گسترده‌تر می‌بینند و یک حرکت دینی را وقتی جدید می‌دانند که برداشتی از دین سنتی خود باشند، همچنین در مکان‌های جدیدی ظهور کنند و احتمالاً شکلی اصلاح شده به خود گرفته باشند.
جنبش‌های نوپدید دینی لزوماً حاوی مجموعه‌ای از ویژگی‌های خاص نیستند، بلکه به عنوان حاشیه‌ای از فرهنگ دینی غالب شناخته می‌شوند و در فضایی نسبتاً جنجال‌برانگیز از کلیت جامعه موجودیت دارند. جنبش‌های نوپدید دینی از نظر نوع رهبری، حوزه اعمال قدرت، موضوعات مرتبط به حوزه شخصی افراد مانند خانواده، جنسیت، تعلیمات، ساختار سازمانی و موارد دیگر، متفاوت هستند. این تفاوت‌ها چالش‌هایی را برای دانشمندان علوم اجتماعی در تعیین مجموعه‌ای از ویژگی‌ها برای بازشناسی جنبش‌های نوپدید دینی ایجاد کرده‌است.
به‌طور کلی مذاهب مسیحی به عنوان جنبش‌های نوپدید دینی شناخته نمی‌شوند، اما کلیسای عیسی مسیح برای قدیسان آخرالزمان (مورمون‌ها)، شاهدان یهوه، علوم مسیحی و تکان دهنده‌ها به عنوان جنبش‌های نوپدید دینی شناخته شده‌اند.

## واژه‌شناسی
تحقیقات در خصوص ادیان جدید در ژاپن و پس از جنگ جهانی دوم آغاز شد، زمانی که تعداد ادیان ابداعی رو به فزونی گذاشت. عبارت «ادیان جدید» ترجمه کلمه به کلمه عبارت shinshūkyō است، که توسط جامعه شناسان ژاپنی برای اشاره به این پدیده ابداع شد. این اصطلاح، در کنار سایر اصطلاحات مشابه، توسط محققین غربی به عنوان جایگزینی برای لغت فرقه در نظر گرفته شد. لغت فرقه در سال‌های دهه ۱۸۹۰ ظهور کرده بود ولی در دهه ۱۹۷۰ بار معنایی منفی پیدا کرد. در نتیجه از لغت فرقه به‌طور کلی برای تخریب کسانی استفاده شد که عقایدشان مقبول این افراد نبود. در نتیجه محققانی چون ایلین بارکر (به انگلیسی: Eileen Barker)، جیمز تی. ریچاردسون (به انگلیسی: James T. Richardson)، تیموتی میلر (به انگلیسی: Timothy Miller) و کاترین وسینگر (به انگلیسی: Catherine Wessinger) اینچنین استدلال کردند که اصطلاح فرقه بیش از حد مملو از بار معنایی منفی شده‌است و این نظر را مطرح کردند که استفاده از این لغت در متون علمی بایستی متوقف شود. برخی از عبارات جایگزین که به جای عبارت جنبش‌های نوپدید دینی پیشنهاد شده‌اند عبارتند از: جنبش‌های دینی جایگزین (میلر)، ادیان نوپدید (الوود)، جنبش‌های دینی حاشیه‌ای (هارپر و لی بو).

## دین‌های نو
تحقیقات مرتبط با ادیان جدید بخشی از مطالعات در حوزه جنبش‌های نوپدید دینی است که در سال‌های دهه ۱۹۷۰ رواج پیدا کرد. این اصطلاح برای اولین بار توسط جی گوردون ملتون (به انگلیسی: J. Gordon Melton) و در مقاله‌ای که در کنفرانس سزنر (به انگلیسی: CESNUR) در پنسیلوانیا ارائه شد مطرح گردید دیوید جی بروملی (به انگلیسی: David G. Bromley) از موارد مطرح شده در این مقاله برای بیان دیدگاه‌های خود در نوا رلیجیو استفاده کرد. وی بعدها همین نظرات را به عنوان سردبیر درس‌هایی از جنبش‌های نوپدید دینی در سری درس‌هایی از مطالعات دینی منتشر شده توسط آکادمی آمریکایی دین (به انگلیسی: American Academy of Religion) منتشر کرد. اصطلاح «ادیان جدید» توسط جیمز آر اوئیس (به انگلیسی: James R. Lewis) و جین فرانسوا میر (به انگلیسی: Jean-François Mayer) نیز مورد استفاده قرار گرفته‌است. این تحقیق از شاخه‌هایی چون انسان‌شناسی، روان‌پزشکی، تاریخ، روان‌شناسی، جامعه‌شناسی، مطالعات مذهبی و خداشناسی سرچشمه می‌گیرد.

## تاریخچه

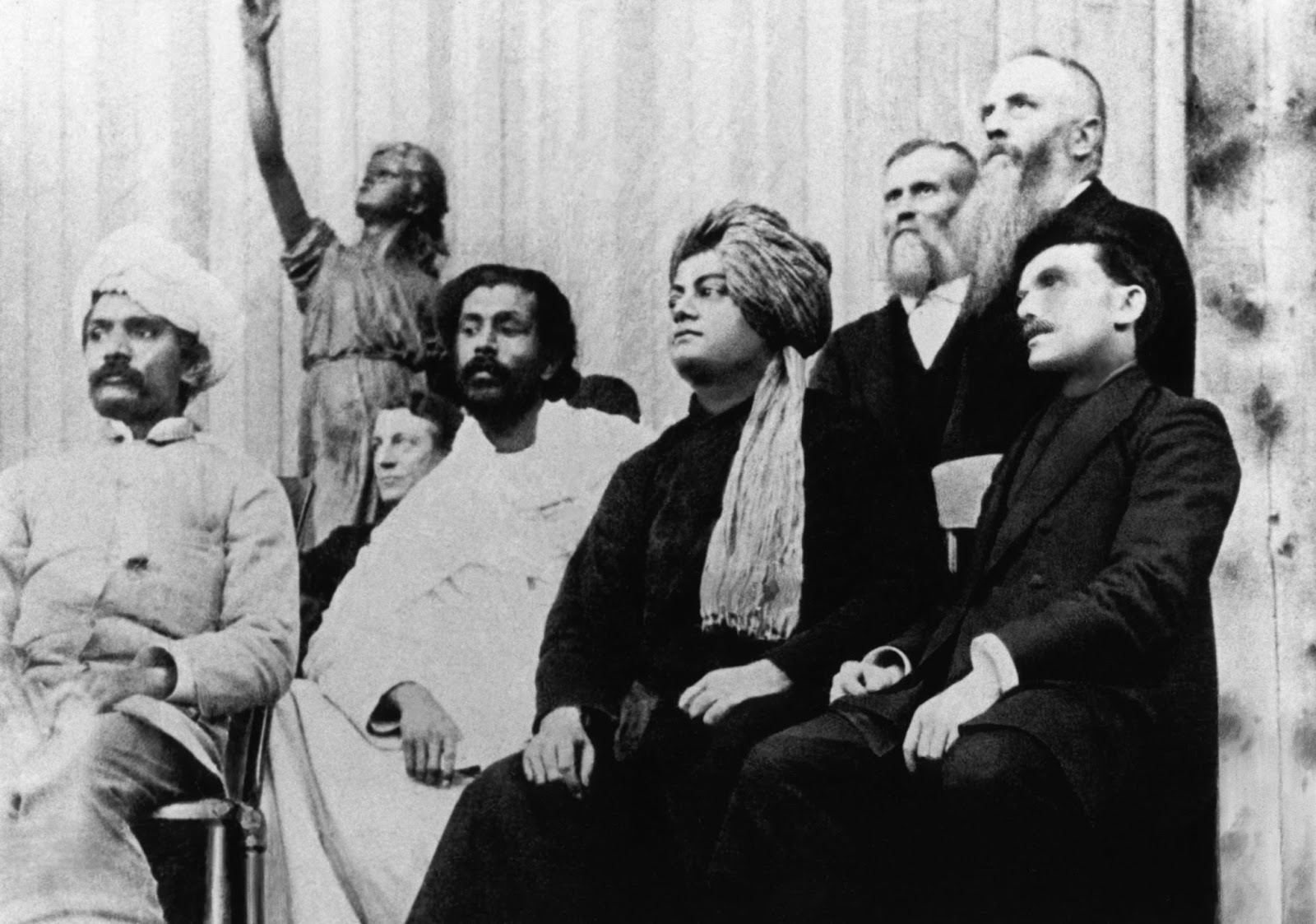
پارلمان ادیان جهان، ۱۸۹۳، شیکاگو

محققین معمولاً سال‌های میانی قرن نوزدهم را به عنوان آغاز عصر جنبش‌های نوپدید دینی می‌دانند. در این سال‌ها معناگرایی و باطن گرایی در حال عمومی شدن در بین مردم اروپا و آمریکای شمالی بودند. امروزه کلیسای عیسی مسیح برای قدیسان آخرالزمانی، که توسط جورف اسمیت در سال ۱۸۳۰ بنیان‌گذاری شد، یکی از موفق‌ترین جنبش‌های نوپدید دینی از نظر تعداد اعضا است. در سال ۱۸۴۴ دیانت بهایی توسط بهاءالله در ایران بنیان گذاشته شد. در سال ۱۸۹۱ کلیسای یکپارچه که اولین مذهب منتسب به عقاید نوین (به انگلیسی: New Thought) بود در ایالات متحده شکل گرفت.
در سال ۱۸۹۳ اولین پارلمان ادیان جهان در شیکاگو تشکیل شد.
این کنفرانس جنبش‌های نوپدید دوره خود را، مثل جریان معناگرایی (به انگلیسی: Spiritualis) و علوم مسیحی (به انگلیسی: Christian Science) را در بر می‌گرفت. نماینده جریان علوم مسیحی در این کنفرانس، بنیانگذار آن یعنی مری بیکر ادی (به انگلیسی: Mary Baker Eddy) بود. در این کنفرانس بود که برای اولین بار هنری جیساپ (به انگلیسی: Henry Jessup) حضور دیانت بهایی را در ایالات متحده اعلام کرد. در این کنفرانس سوین شاکو نیز حضور داشت که به عنوان اولین جد حرکت ذن در آمریکا شناخته می‌شود. از جمله سایر شرکت کنندگان در این کنفرانس می‌توان به واعظ بودایی آناگاریکا دارماپالا (به انگلیسی: Anagarika Dharmapala) و مبلغ جین ویرچاند گاندی (به انگلیسی: Virchand Gandhi) اشاره کرد. این کنفرانس به معلمان دینی آسیایی این فرصت را داد که اولین مخاطبان آمریکایی خود را پیدا کنند.
در سال ۱۹۱۱ کلیسای تعمیدی ناصره (به انگلیسی: the Nazareth Baptist Church) که اولین و یکی از بزرگ‌ترین کلیساهای بنیانگذاری شده در آفریقا بود، توسط عیسی شمبه (به انگلیسی: Isaiah Shembe) در آفریقای جنوبی آغاز به کار کرد. سال‌های دهه ۱۹۳۰ شاهد بنیانگذاری جنبش‌هایی چون امت اسلام (به انگلیسی: Nation of Islam) و شاهدان یهوه در ایالات متحده، جنبش رستافاری (به انگلیسی: Rastafari) در جامائیکا، چائو دای (به انگلیسی: Cao Dai) در ویتنام، سوکا گاکای (به انگلیسی: Soka Gakkai) در ژاپن و ئی‌گواندائو (به انگلیسی: Yiguandao) در چین بود. در همین سال‌ها بود که منتقدان مسیحی جنبش‌های نوپدید دینی شروع به نامیدن این گروه‌ها تحت عنوان «فرقه» نمودند. انتشار کتابی به نام هرج و مرج فرقه‌ها (به انگلیسی: Chaos of Cults) توسط یان کارل فن بالن ((به انگلیسی: Jan Karel van Baalen) (۱۸۹۰–۱۹۶۸، که کشیشی منصوب کلیسای اصلاح شده مسیحی در آمریکای شمالی بود، تأثیر به سزایی در این خصوص داشت.
در دهه‌های ۱۹۵۰ و ۱۹۶۰، جنبش‌های نوپدید دینی در بسیاری کشورها توسعه پیدا کردند. ادیان جدید ژاپنی پس از اشغال این کشور توسط نیروهای آمریکایی که منجر به جدایی اجباری مذهب شینتو از دولت ژاپن شد، محبوبیت فراوانی پیدا کردند، چرا که این جدایی دین از سیاست باعث شد که آزادی ادیان در جامعه گسترش پیدا کند. در سال ۱۹۵۴ ساینتولوژی در ایالات متحده و کلیسای اتحاد (به انگلیسی: Unification Church) در کره جنوبی بنیان‌گذاری شدند. در سال ۱۹۵۵ انجمن آئتریوس (به انگلیسی: Aetherius Society) در انگلستان بنیانگذاری شد. این انجمن و برخی دیگر از جنبش‌های نوپدید دینی به عنوان ادیان یوفوئی (به انگلیسی: UFO religions) نامگذاری شدند چرا که آن‌ها اعتقاد به زندگی خارج از زمین را با اصول سنتی دینی ترکیب می‌کردند.
در سال ۱۹۶۶ انجمن بین‌المللی برای آگاهی کریشنا (به انگلیسی: International Society for Krishna Consciousness) در ایالات متحده و توسط ای سی بهاکتی ودانتا سوامی پرابهوپادا (به انگلیسی: A. C. Bhaktivedanta Swami Prabhupada) به وجود آمد.
در سال ۱۹۶۷ بازدید گروه بیتلز از ماهاریشی ماهش یوگی (به انگلیسی: Maharishi Mahesh Yogi) در هند توجه افکار عمومی را به سوی جنبش مدیتیشن متعالی (به انگلیسی: Transcendental Meditation movement) جلب کرد.

در دهه‌های ۱۹۷۰ و ۱۹۸۰ برخی از جنبش‌های نوپدید دینی مورد انتقاد جنبش‌هایی که اخیراً و تحت عنوان جنبش‌های ضد فرقه‌ای سازماندهی شده بودند و همچنین برخی از دولت‌ها قرار گرفتند. هم‌زمان موضوع جنبش‌های نوپدید دینی به طرز بی‌سابقه‌ای تحت پوشش رسانه‌ها قرار گرفتند. اغلب از مرگ نهصد تن از اعضای گروه معبد مردم (به انگلیسی: People's Temple) در سال ۱۹۷۸ که در اثر خودکشی یا قتل صورت گرفت، به عنوان دلیل اصلی مخالفت عمومی با «فرقه‌ها» یاد می‌شود.
در اواخر دهه ۱۹۸۰ و همچنین در طول دهه ۱۹۹۰ زوال کمونیسم باعث باز شدن فرصت‌هایی برای جنبش‌های نوپدید دینی شد. در این سال‌ها بود (۱۹۹۲) که فالون گونگ در چین موجودیت یافت. این حرکت در ابتدا مورد تساهل و تسامح دولت چین قرار گرفت ولی بعدها به شدت سرکوب شد.

در قرن بیست و یکم بسیاری از جنبش‌های نوپدید دینی از اینترنت برای اطلاع‌رسانی، جذب اعضا، و گاهی برای برگزاری جلسات و مراسم به صورت آنلاین استفاده می‌کنند. از این رویکرد گاه به عنوان فرقه گرایی در فضای سایبر (به انگلیسی: cybersectarianism) یاد می‌شود.
در سال ۲۰۰۶ جی گوردون ملتون (به انگلیسی: J. Gordon Melton)، مدیر اجرایی مؤسسه مطالعات ادیان آمریکایی در دانشگاه کالیفرنیا، سانتا باربارا، به نیویورک تایمز گفت که سالانه ۴۰ تا ۴۵ جنبش نوپدید دینی جدید در ایالات متحده ظهور می‌کنند.
در سال ۲۰۰۷ محقق مسائل دینی ایلیا سیگلر (به انگلیسی: Elijah Siegler) ابراز کرد که هرچند هیچ‌یک از جنبش‌های نوپدید دینی به دین غالب در یک کشور تبدیل نشده‌اند، اما بسیاری از مفاهیمی که توسط آن‌ها معرفی شد که از آن‌ها به عنوان عقاید عصر جدید یاد می‌شود به بخشی از فرهنگ غالب جهانی تبدیل شده‌اند.

## عضو شدن
بر اساس نظر مارک گالانتر (Marc Galanter)، استاد روان‌شناسی دانشگاه نیویورک معتقد است که عمده‌ترین دلایلی که منجر به عضو شدن افراد در جنبش‌های نوپدید دینی می‌شود، به دنبال یک گروه اجتماعی بودن و نیازهای معنوی بودن است.
دو تن از جامعه شناسان به نام‌های استارک (به انگلیسی: Stark) و بین بریج (به انگلیسی: Bainbridge)، در مباحثاتشان در خصوص فرایندی که انسان‌ها به گروه‌های نوپدید دینی می‌پیوندند، استفاده از مفهوم «تغییر دین» را مورد تردید قرار داده‌اند و پیشنهاد می‌کنند که لغت «وابستگی» بهتر این فرایند را نمایندگی می‌کند.
در سال‌های دهه ۱۹۶۰ جامعه‌شناسی به نام جان لوفلند (به انگلیسی: John Lofland) برای مدتی در درون سه گروه به نام‌های مبلغین کلیسای اتحاد (به انگلیسی: Unification Church missionary)، یونگ اون کیم (به انگلیسی: Young Oon Kim) و گروه کوچکی از اعضای کلیسای آمریکایی در کالیفرنیا زندگی کرد و فعالیت‌های آن‌ها برای معرفی عقایدشان و جذب اعضای جدید را مورد بررسی قرار داد. لوفلند متوجه شد که عمده تلاش‌های آن‌ها غیر مؤثر بود و اغلب کسانی که به آن‌ها می‌پیوستند به این دلیل این کار را می‌کردند که دارای روابط شخصی با سایر اعضا، عموماً دارای نسبت فامیلی بودند. لوفلند مجموعه یافته‌های خود را در سال ۱۹۶۴ و در قالب تز دکترایی به نام «نجات دهندگان جهان: مطالعه میدانی فرایندهای فرقه‌ای» و سپس در سال ۱۹۶۶ در قالب یک کتاب تحت عنوان «فرقه آخرالزمان: مطالعه تبدیل، تبلیغ و حفظ ایمان» ، منتشر شده توسط انتشارات پرنتیس-هال منتشر نمود. این آثار به عنوان یکی از مهم‌ترین و پر ارجاع‌ترین تحقیقات در خصوص فرایند تبدیل دین و همچنین یکی از اولین مطالعات جامعه شناسانه در حوزه جنبش‌های نوپدید دینی شناخته می‌شود.

## جنبش‌های نوپدید دینی و رسانه‌ها
مقاله‌ای در خصوص طبقه‌بندی جنبش‌های نوپدید دینی در رسانه‌های چاپی ایالات متحده، منتشر شده توسط انجمن جامعه‌شناسی دین (به انگلیسی: Association for the Sociology of Religion)، رسانه‌های چاپی را از این روی به انتقاد می‌گیرد که معتقد است این رسانه‌ها تلاش‌های علمی-اجتماعی در حوزه جنبش‌های نوپدید دینی را نادیده می‌گیرد و گرایش به این دارند که به جای دیدگاه‌های علمی از تعاریف عمومی یا ضد فرقه‌ای استفاده کنند. این مقاله مدعی است که رسانه‌های چاپی با نادیده انگاشتن تلاش‌های علمی در خصوص جنبش‌های نوپدید دینی ما را وادار می‌کند که برگه منفی دیگری به پرونده رسانه‌ها بیفزاییم.

## مخالف‌ها
در طول تاریخ مخالفت‌هایی با جنبش‌های نوپدید دینی بوده‌است.جنبش ضد فرقه‌ای مسیحی (به انگلیسی: Christian countercult movement)، که فعالیت خود را در قرن نوزدهم آغاز کرد، بر مبنای تفاوت‌های دینی با بیشتر جنبش‌های نوپدید دینی مخالفت می‌کند. جنبش ضد فرقه‌ای سکولار که در سال‌های دهه ۱۹۷۰ ظهور کرد مخالف برخی از جنبش‌های نوپدید دینی و همچنین برخی از گروه‌های غیر دینی است، چرا که معتقد است آن‌ها از اعضای خود سوء استفاده می‌کنند.

## جنبش‌های نوپدید دینی و جهانی‌سازی
برخی محققان ظهور جنبش‌های نوپدید دینی آسیایی در غرب را مرتبط با قانون مهاجرت و ملیت سال ۱۹۶۵ ایالات متحده و قوانین دیگر در غرب اروپا می‌دانند، چرا که این قوانین در نهایت منجر به سهمیه‌های مهاجرتی سخت گیرانه‌ای برای گروه‌های نژادی شد. بسیاری از جنبش‌های نوپدید دینی به عقایدی چون جهان وطنی، بین‌المللی شدن، فرهنگ واحد و مشابه آن‌ها معتقدند. در ژورنال مطالعات دینی (به انگلیسی: The Journal for the Scientific Study of Religion) مقاله‌ای در سال ۱۹۹۸ منتشر شد که جنبش‌های نوپدید دینی را به پدیده جهانی سازی متصل می‌کند. لورن ال داوسون (به انگلیسی: Lorne L. Dawson) این‌گونه می‌نویسد:
مفهوم جهانی‌سازی به سختی می‌تواند فهم ما از اهمیت جنبش‌های نوپدید دینی را به آن صورت که تحت لوای مدرنیته به ذهن متبادر می‌شود، تبیین کند. هرچند که این رویکرد دارای مزایایی محدود در حوزه تحلیل و تشریح می‌باشد اما محققان جنبش‌های نوپدید دینی چندان از آن استقبال نکرده‌اند.